# Exochus concitus
Exochus concitus är en stekelart som beskrevs av Valentina I. Tolkanitz 2001. Exochus concitus ingår i släktet Exochus och familjen brokparasitsteklar. Inga underarter finns listade i Catalogue of Life.